# Castelbolognese–Ravenna-vasútvonal
A Castelbolognese–Ravenna-vasútvonal egy normál nyomtávolságú, egyvágányú, 41 km hosszúságú villamosított mellékvonal Olaszországban.

## Története
A vasútvonal 1863. augusztus 24-én nyílt meg.

## Forgalom
A vonalon óránként közlekednek a Bologna Centrale és Rimini között közlekedő regionális vonatok. Csúcsidőben a Castelbolognese-Ravenna útvonalon korlátozott számú járat közlekedik. Többnyire MDVC/MDVE típusú személykocsikkal ellátott FS E464-es ingavonatok vagy ritkábban Vivaltosokat használnak, de FS ALe 582 és FS 642 sorozatú villamos motorvonatok is megfordulnak itt. A múltban a vonalon gyakran használtak villamos TAF-okat és Minuet-eket is. Ezeket a járműveket ezután mind más régiókba szállították át. 2021 óta szinte minden vonatot ETR.103/104 "Pop" motorvonatokkal üzemeltetnek.
A jelentős személyforgalom miatt a legtöbb tehervonatot Faenzán keresztül terelik.